# Ζ

Dseta en una letra capital del Etymologicum Magnum (1499).

Dseta (según la RAE desde 2001) o zeta (en mayúscula Ζ, en minúscula ζ; llamada en griego antiguo ζῆτα zêta /dzɛ̂ː.ta, zdɛ̂ː.ta/, en griego moderno ζήτα zíta /ˈzi.ta/) es la sexta letra del alfabeto griego. Su pronunciación exacta en griego antiguo sigue siendo motivo de discusión pues hay quienes insisten que era [zd], mientras que otros más argumentan que era [dz] (y hay evidencia en favor de las dos posiciones), lo que está claro es que en su evolución terminó teniendo el sonido [z] que es el que actualmente tiene en griego moderno.
Fue adoptada tal cual por los romanos para transliterar palabras que la llevaran en el original griego. Lo hicieron, por ejemplo, con Zephyrus, zeugma o zeta (que son en castellano: céfiro, zeugma, zeta). 
Hasta su diccionario de 1992, la Real Academia Española denominaba zeta a ζ y theta a θ; en la edición de 2001, como dseta (Ζ, ζ) y zeta (Θ, θ), que se mantuvieron en posteriores publicaciones.
En el sistema de numeración griega tiene un valor de 7 (Ζ΄).

## Historia

Formas arcaicas

Esta letra evolucionó a partir de la letra fenicia  zayin .
La letra griega originalmente seguía su modelo fenicio y se parecía más a la letra I latina mayúscula que a la dseta actual. Evolucionó a su forma actual en el alfabeto jónico. Se usaba en la mayoría de los alfabetos griegos locales, pero faltaba en los alfabetos de Megara, Fliasia e Ítaca, entre otros, así como en algunos asentamientos griegos en Magna Grecia e islas Cícladas.

### Nombre
Mientras que el nombre de otras letras griegas sigue aproximadamente el nombre fenicio, para Ζ esto no se cumple y en vez de tomar un nombre similar a zai o zayin, los griegos la nombraron con un nombre paralelo al de las dos letras que la seguían: heta y theta.
Cuando los romanos tomaron esta letra y la colocaron al final del alfabeto latino, le dieron el mismo nombre que usaban los griegos, zeta. Este es el nombre de la letra latina también en español y otros idiomas.
En español el nombre de esta letra solía escribirse «zeta», por inercia de como se pronuncia la Z latina en latín, en otros idiomas europeos y en castellano antiguo. Sin embargo esta escritura pueda dar lugar a confusión con la letra Θ, que en griego moderno se pronuncia con el mismo sonido con el que se pronuncia la Z latina en el castellano de España. Para evitarlo, desde 1992 el Diccionario de la Lengua Española de la RAE lista esta letra con el nombre «dseta».

### Variantes epigráficas
En las fuentes epigráficas arcaicas aparecen las siguientes variantes:

## Uso
La letra ζ representa la fricativa alveolar sonora /z/ en griego moderno.
A pesar de ser la sexta letra, tenía un valor de 7 en el sistema de numeración griego (ζʹ). Esto se debe a que le guardaba la posición a la letra antigua digamma/waw, que ocupaba originalmente el lugar sexto. 
En Matemáticas, es la visualización de la Función zeta de Riemann, uno de los siete Problemas del milenio. 

### Pronunciación antigua

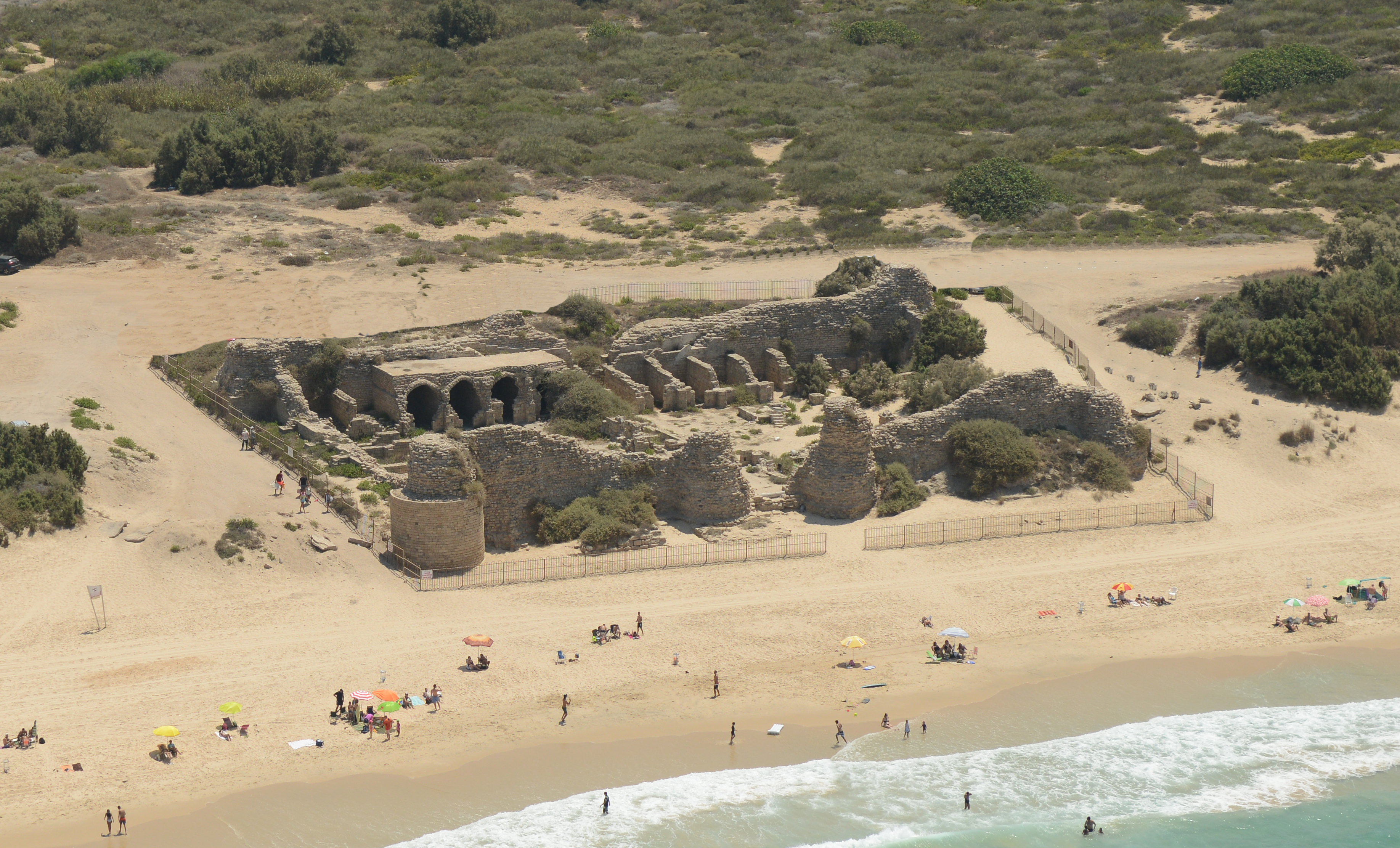
La ciudad filistea de Ashdod aparece transcrita como Ἄζωτος.

Sin embargo, el sonido representado por esta letra en el griego anterior al 400 a. C. es discutido, lo que causa vacilaciones en la pronunciación del griego antiguo en la enseñanza.
La mayoría de los manuales le atribuyen la pronunciación /zd/ (como en Mazda), pero algunos estudiosos creen que era una africada /dz/ (como en adze). La pronunciación moderna se estableció, con toda probabilidad, ya en la época helenística y podía haber sido una práctica común en el ático clásico; por ejemplo, podía contar como una o dos consonantes métricas en el drama ático.
- σδ sólo aparece en la poesía lírica de la isla griega de Lesbos y de la ciudad-estado de Esparta durante la época arcaica y en la poesía bucólica de la época helenística. La mayoría de los estudiosos consideran que esto indica que la pronunciación [zd] existía en los dialectos de estos autores.
- Las transcripciones del persa de Jenofonte y los testimonios de los gramáticos apoyan la pronunciación [zd] en el ático clásico.
- [z(ː)] está atestiguado desde c. 350 a. C. en inscripciones áticas, y era el valor probable en koiné.
- Es posible que [dʒ] o [dz] hayan existido en algunos otros dialectos de forma paralela.

### Como símbolo

Función zeta de Riemann

- Función zeta de Riemann, con aplicaciones en la física y la estadística
- En matemáticas, tiene a veces el papel de tercera coordenada, equivalente a "z".

## Unicode
- Griego y copto

| Carácter      | Ζ                         | Ζ                         | ζ                       | ζ                       | Ⲋ                          | Ⲋ                          | ⲋ                        | ⲋ                        |
| ------------- | ------------------------- | ------------------------- | ----------------------- | ----------------------- | -------------------------- | -------------------------- | ------------------------ | ------------------------ |
| Unicode       | GREEK CAPITAL LETTER ZETA | GREEK CAPITAL LETTER ZETA | GREEK SMALL LETTER ZETA | GREEK SMALL LETTER ZETA | COPTIC CAPITAL LETTER ZATA | COPTIC CAPITAL LETTER ZATA | COPTIC SMALL LETTER ZATA | COPTIC SMALL LETTER ZATA |
| Codificación  | decimal                   | hex                       | decimal                 | hex                     | decimal                    | hex                        | decimal                  | hex                      |
| Unicode       | 918                       | U+0396                    | 950                     | U+03B6                  | 11402                      | U+2C8A                     | 11403                    | U+2C8B                   |
| UTF-8         | 206 150                   | CE 96                     | 206 182                 | CE B6                   | 226 178 138                | E2 B2 8A                   | 226 178 139              | E2 B2 8B                 |
| Ref. numérica | &#918;                    | &#x396;                   | &#950;                  | &#x3B6;                 | &#11402;                   | &#x2C8A;                   | &#11403;                 | &#x2C8B;                 |
| Ref. entidad  | &Zeta;                    | &Zeta;                    | &zeta;                  | &zeta;                  |                            |                            |                          |                          |
| DOS Greek     | 133                       | 85                        | 157                     | 9D                      |                            |                            |                          |                          |
| DOS Greek-2   | 169                       | A9                        | 223                     | DF                      |                            |                            |                          |                          |
| Windows 1253  | 198                       | C6                        | 230                     | E6                      |                            |                            |                          |                          |
| TeX           |                           |                           | \zeta                   | \zeta                   |                            |                            |                          |                          |

- Matemáticas

| Carácter      | 𝚭                              | 𝚭                              | 𝛇                            | 𝛇                            | 𝛧                                | 𝛧                                | 𝜁                              | 𝜁                              | 𝜡                                     | 𝜡                                     | 𝜻                                   | 𝜻                                   |
| ------------- | ------------------------------ | ------------------------------ | ---------------------------- | ---------------------------- | -------------------------------- | -------------------------------- | ------------------------------ | ------------------------------ | ------------------------------------- | ------------------------------------- | ----------------------------------- | ----------------------------------- |
| Unicode       | MATHEMATICAL BOLD CAPITAL ZETA | MATHEMATICAL BOLD CAPITAL ZETA | MATHEMATICAL BOLD SMALL ZETA | MATHEMATICAL BOLD SMALL ZETA | MATHEMATICAL ITALIC CAPITAL ZETA | MATHEMATICAL ITALIC CAPITAL ZETA | MATHEMATICAL ITALIC SMALL ZETA | MATHEMATICAL ITALIC SMALL ZETA | MATHEMATICAL BOLD ITALIC CAPITAL ZETA | MATHEMATICAL BOLD ITALIC CAPITAL ZETA | MATHEMATICAL BOLD ITALIC SMALL ZETA | MATHEMATICAL BOLD ITALIC SMALL ZETA |
| Codificación  | decimal                        | hex                            | decimal                      | hex                          | decimal                          | hex                              | decimal                        | hex                            | decimal                               | hex                                   | decimal                             | hex                                 |
| Unicode       | 120493                         | U+1D6AD                        | 120519                       | U+1D6C7                      | 120551                           | U+1D6E7                          | 120577                         | U+1D701                        | 120609                                | U+1D721                               | 120635                              | U+1D73B                             |
| UTF-8         | 240 157 154 173                | F0 9D 9A AD                    | 240 157 155 135              | F0 9D 9B 87                  | 240 157 155 167                  | F0 9D 9B A7                      | 240 157 156 129                | F0 9D 9C 81                    | 240 157 156 161                       | F0 9D 9C A1                           | 240 157 156 187                     | F0 9D 9C BB                         |
| Ref. numérica | &#120493;                      | &#x1D6AD;                      | &#120519;                    | &#x1D6C7;                    | &#120551;                        | &#x1D6E7;                        | &#120577;                      | &#x1D701;                      | &#120609;                             | &#x1D721;                             | &#120635;                           | &#x1D73B;                           |

| Carácter      | 𝝛                                         | 𝝛                                         | 𝝵                                       | 𝝵                                       | 𝞕                                                | 𝞕                                                | 𝞯                                              | 𝞯                                              |
| ------------- | ----------------------------------------- | ----------------------------------------- | --------------------------------------- | --------------------------------------- | ------------------------------------------------ | ------------------------------------------------ | ---------------------------------------------- | ---------------------------------------------- |
| Unicode       | MATHEMATICAL SANS-SERIF BOLD CAPITAL ZETA | MATHEMATICAL SANS-SERIF BOLD CAPITAL ZETA | MATHEMATICAL SANS-SERIF BOLD SMALL ZETA | MATHEMATICAL SANS-SERIF BOLD SMALL ZETA | MATHEMATICAL SANS-SERIF BOLD ITALIC CAPITAL ZETA | MATHEMATICAL SANS-SERIF BOLD ITALIC CAPITAL ZETA | MATHEMATICAL SANS-SERIF BOLD ITALIC SMALL ZETA | MATHEMATICAL SANS-SERIF BOLD ITALIC SMALL ZETA |
| Codificación  | decimal                                   | hex                                       | decimal                                 | hex                                     | decimal                                          | hex                                              | decimal                                        | hex                                            |
| Unicode       | 120667                                    | U+1D75B                                   | 120693                                  | U+1D775                                 | 120725                                           | U+1D795                                          | 120751                                         | U+1D7AF                                        |
| UTF-8         | 240 157 157 155                           | F0 9D 9D 9B                               | 240 157 157 181                         | F0 9D 9D B5                             | 240 157 158 149                                  | F0 9D 9E 95                                      | 240 157 158 175                                | F0 9D 9E AF                                    |
| Ref. numérica | &#120667;                                 | &#x1D75B;                                 | &#120693;                               | &#x1D775;                               | &#120725;                                        | &#x1D795;                                        | &#120751;                                      | &#x1D7AF;                                      |